# Giosuè Carducci (destroyer)
Le Giosuè Carducci (fanion « CD ») était un destroyer italien de la classe Oriani lancé en 1936 pour la Marine royale italienne (en italien : Regia Marina). 

## Conception et description
Les destroyers de la classe Oriani sont des versions légèrement améliorées de la classe Maestrale. Leur longueur entre perpendiculaires est de 101,6 mètres et leur longueur totale de 106,7 mètres. Les navires avaient une largeur de 10,15 mètres et un tirant d'eau moyen de 3,15 mètres et de 4,3 mètres à pleine charge. Ils  déplaçaient 1 700-1 750 tonnes à charge normale, et 2 400-2 450 tonnes à pleine charge. Leur effectif en temps de guerre était de 206 officiers et hommes de troupe.
Les Oriani étaient propulsés par deux turbines à vapeur à engrenages Parsons, chacune entraînant un arbre d'hélice à l'aide de la vapeur fournie par trois chaudières Thornycroft. Conçus pour une puissance maximale de 48 000 chevaux-vapeur (36 000 kW) et une vitesse de 32-33 nœuds (59-61 km/h) en service, les navires ont atteint des vitesses de 38-39 nœuds (70-72 km/h) pendant leurs essais en mer alors qu'ils étaient légèrement chargés. Ils transportaient suffisamment de mazout pour avoir une autonomie de 2 600 à 2 800 milles nautiques (4 800 à 5 200 km) à une vitesse de 18 nœuds (33 km/h) et de 690 milles nautiques (1 280 km) à une vitesse de 33 nœuds (61 km/h).
Leur batterie principale se composait de quatre canons de 120 millimètres calibre 50 dans deux tourelles jumelées, une à l'avant et une à l'arrière de la superstructure. Au milieu du navire se trouvait une paire de canons à obus éclairants de 120 millimètres de calibre 15. La défense antiaérienne des navires de la classe Oriani était assurée par quatre mitrailleuses de 13,2 millimètres Breda Model 1931. Les navires étaient équipés de six tubes lance-torpilles de 533 millimètres dans deux supports triples au milieu du navire. Bien qu'ils ne soient pas dotés d'un système de sonar pour la lutte anti-sous-marine, ils sont équipés d'une paire de lanceurs de grenades sous-marines. Les navires peuvent transporter 56 mines.

## Construction et mise en service
Le Giosuè Carducci est construit par le chantier naval Cantiere navale fratelli Orlando de Livourne en Italie, et mis sur cale le 5 février 1936. Il est lancé le 28 octobre 1936 et est achevé et mis en service le 1er novembre 1937. Il est commissionné le même jour dans la Regia Marina.

## Histoire du service
À l'entrée de l'Italie dans la Seconde Guerre mondiale, le Giosuè Carducci est encadré dans le IXe escadron de destroyers, avec ses navires-jumeaux (sister ships) Alfieri, Oriani et Gioberti.
Le 12 juin 1940, à deux heures du matin, il quitte Tarente avec ses navires-jumeaux pour rejoindre la Ire division (croiseurs lourds Zara, Fiume et Gorizia), la VIIIe division (croiseurs légers Duca degli Abruzzi et Garibaldi) et le XVIe escadron de destroyers (da Recco, Pessagno, Usodimare) pour patrouiller dans la mer Ionienne.
Le 2 juillet il est envoyé, avec ses navires-jumeaux, avec la Ire division (Zara, Fiume, Gorizia), les croiseurs légers Bande Nere et Colleoni et le Xe escadron de destroyers (Maestrale, Grecale, Libeccio, Scirocco) pour fournir une escorte indirecte à un convoi qui revient de Libye (convoi composé par les transports de troupes Esperia et Victoria, avec escorte de torpilleurs Procione, Orsa, Orione et Pegaso, naviguant de Tripoli à Naples).
Dans l'après-midi du 7 juillet, il prend la mer avec ses navires-jumeaux et le reste de la IIe escadre navale - le croiseur lourd Pola, les Ire, IIe, IIIe et VIIe division de croiseurs  pour un total de 11 unités et les Xe, XIe, XIIe et XIIIe escadron de destroyers - qui rejoignent ensuite la Ire escadre navale et participent à la bataille de Punta Stilo le 9 juillet. Lors de la retraite de la flotte italienne au cours de cette bataille, le IXe escadron est la première formation de destroyers, parmi celles envoyées à l'attaque, à lancer ses torpilles - cinq en tout, d'une distance de 13 500 mètres - mais n'a pas réussi à toucher l'ennemi,.
Entre le 30 juillet et le 1er août, il fournit une escorte indirecte - avec ses navires-jumeaux, les croiseurs Pola, Zara, Fiume, Gorizia, Trento, Da Barbiano, Alberto di Giussano, Eugenio di Savoia, Duca degli Abruzzi, Attendolo, Montecuccoli et les XIIe, XIIIe et XVe escadron de destroyers pour un total de 11 unités - à deux convois pour la Libye, qui voient en mer un total de 10 marchands, 4 destroyers et 12 torpilleurs.
Le 27 novembre, vers midi, il quitte Naples avec le Pola, la 1re division (Fiume et Gorizia) et les autres unités du IXe escadron et prend part à la peu concluante bataille du cap Teulada,.
En décembre 1940, il bombarde, avec le Alfieri et le Gioberti, les positions côtières de l'Albanie et de la Grèce en soutien aux opérations du Regio Esercito dans ces territoires.
Le 6 janvier 1941, il bombarde, avec le Alfieri, le Gioberti, le destroyer Fulmine (temporairement attaché au IXe escadron) et les torpilleurs du XIVe escadron (Partenope, Pallade, Altair, Andromeda), les installations militaires grecques à Porto Palermo, en Albanie,.
Le 26 mars à onze heures, il part de Tarente (sous le commandement du capitaine de frégate (capitano di fregata) Alberto Ginocchio) avec ses navires-jumeaux et la Ire division (Zara, Pola, Fiume), rejoignant ensuite l'escadre navale - le cuirassé Vittorio Veneto, la IIIe division de croiseurs (Trento, Trieste, Bolzano) et la VIIIe division de croiseurs (Garibaldi et Duca degli Abruzzii), les XIIIe escadron de destroyers (Granatiere, Bersagliere, Fuciliere, Alpino), XVIe escadron de destroyers (Da Recco, Pessagno), XIIe escadron de destroyers (Corazziere, Carabiniere, Ascari) - destinés à participer à l'opération "Gaudo", puis à la bataille du Cap Matapan.
Au cours de cette bataille, le Pola, dans la soirée du 28 mars, est immobilisé par un bombardier-torpilleur. Sur ordre de l'amiral Angelo Iachino, commandant de la formation, toute la Ie division et le IXe escadron sont envoyés pour sauver le navire immobilisé, mais lorsque, à 22h27, les navires arrivent près du Pola, ils sont surpris par les cuirassés britanniques HMS Barham (04), HMS Valiant (02) et HMS Warspite (03), qui les canonnent avec leur artillerie. Le Zara, le Fiume, le Alfieri et, dans un deuxième temps, aussi le Pola (torpillé par des destroyers britanniques), sont coulés. Pendant le combat, le Carducci - qui est l'avant-dernière unité de la ligne, précédée par le Gioberti et suivi par le Oriani - se lance contre les navires britanniques, émettant des écrans de fumée dans une tentative inutile de couvrir les croiseurs, permettant ainsi au Oriani et au Gioberti de se replier et d'échapper au massacre,. Peu après - à 23h45 - le Carducci, touché et dévasté par les salves des cuirassés britanniques, est abandonné par les survivants; le destroyer britannique HMS Havock (H43) aperçoit l'épave en flammes et à la dérive et l'achève en tirant une torpille qui la fait exploser,.
Les survivants du naufrage, en partie dans l'eau et en partie à bord de radeaux, sont restés en mer pendant plusieurs jours et la plupart d'entre eux sont morts. Le travail du commandant Ginocchio (Médaille d'or de la valeur militaire) a contribué à limiter les pertes; il a maintenu les survivants ensemble et a essayé d'éviter que la folie et le découragement ne s'emparent d'eux, en les faisant chanter et réciter la prière du marin.
Le 2 avril à 14h12, le navire-hôpital Gradisca, envoyé pour secourir les survivants des navires coulés lors de la bataille, aperçoit deux radeaux à la position géographique de 35° 56′ N, 21° 14′ E, et y récupère un total de 21 survivants du Carducci. Entre 12h38 et 14h06 le 3 avril, le Gradisca repère et sauve quatre autres radeaux du Carducci, sauvant au total 14 hommes.
Au total, sur les 204 hommes qui formaient l'équipage du Carducci, 169 sont morts ou disparus et 35 (dont le commandant Ginocchio) ont été sauvés,,,.
Le Carducci avait effectué un total de 38 missions de guerre (7 avec des forces navales, 3 de bombardement contre la côte, 4 d'escorte de convois, 7 d'entraînement et 17 d'autres types), couvrant un total de 14 856 milles nautiques (27 513 km) et ne passant qu'un seul jour au travail.

### Commandement
Commandants
- Capitaine de frégate (Capitano di fregata) Vincenzo Novari (né le 30 octobre 1898) (10 juin 1940 - 28 octobre 1940)
- Capitaine de frégate (Capitano di fregata) Alberto Manlio Ginocchio (né à La Spezia le 29 novembre 1901) (29 octobre 1940 - 28 mars 1941)